# Miki Biasion
Massimo "Miki" Biasion (Bassano del Grappa, 7 januari 1958) is een Italiaans rallyrijder. Hij greep twee jaar achter elkaar, in de 1988 en 1989 seizoenen, naar de titel in het wereldkampioenschap rally, wat hij beide jaren deed als rijder bij het fabrieksteam van Lancia. In het WK won hij tussen 1986 en 1993 in totaal zeventien WK-rally's.

## Carrière

### Beginjaren
Miki Biasion debuteerde in 1979 in de rallysport. Hij profileerde zich in hoog tempo en was aan het begin van de jaren tachtig al een van de voornaamste rijders in het Italiaans rallykampioenschap, waaraan hij in die periode deelnam met een Opel Ascona 400. In 1983 werd Biasion onderdeel van het Italiaanse preparatie team Jolly Club, die vanaf dat jaar actief werden met de Lancia Rally 037. Biasion brak dat jaar definitief door met het winnen van de Italiaanse rallytitel en daarbovenop kwam er internationaal succes door ook het Europees kampioenschap op zijn naam te schrijven.

### Wereldkampioenschap rally

#### 1984-1991: Lancia

Biasion actief met een Lancia Rally 037 in Portugal in 1985

Een logische vervolgstap was voor Biasion het wereldkampioenschap rally, waar hij al tijdens de rally van San Remo in 1980 in debuteerde. Wederom uitkomend met de Jolly Club Lancia 037 reed Biasion een geselecteerd aantal WK-rally's in het 1984 seizoen. Successen kwamen snel met het behalen van een tweede plaats in Corsica, eindigend achter Lancia-fabrieksrijder en winnaar Markku Alén, en een derde plaats in eigen land in San Remo. In het 1985 seizoen vertolkte hij wederom deze rol, maar wisselde zijn WK-programma af met rally's die meedingen voor het Europees kampioenschap. Zijn hoogtepunt in het WK was zijn tweede plaats in Portugal, waar hij wegens het ontbreken van het fabrieksteam als enige rijder Lancia vertegenwoordigde en de rally op momenten zelfs leidde, maar uiteindelijk moest toegeven aan Peugeot-rijder Timo Salonen die zou winnen.
Voor 1986 werd Biasion gepromoveerd tot fabrieksrijder bij het Lancia team en nam hiermee de plaats over van Attilio Bettega, die in 1985 in Corsica dodelijk verongelukte. Inmiddels actief met de Lancia Delta S4, zag Biasion een moeilijke start meemaken met vier opgaven in een gelijk aantal optredens (hoewel in Portugal alle fabrieksrijders zich voortijdig terugtrokken na het ongeluk van Joaquim Santos waarbij drie toeschouwers het leven lieten en Lancia's terugtrekking in Corsica na het fatale ongeluk van teamgenoot Henri Toivonen en diens navigator Sergio Cresto). Een ommekeer kwam met een tweede plaats in de Acropolis en vervolgens zijn eerste WK-rally overwinning in Argentinië. Hij eindigde in het kampioenschap uiteindelijk als vijfde. De Groep B klasse werd na de incidenten in 1986 een competitieverbod opgelegd in het WK rally, ingaand vanaf het 1987 seizoen. Onder de nieuwe Groep A reglementen reed Biasion met de Lancia Delta HF naar de overwinning toe tijdens de openingsronde van 1987 in Monte Carlo, alhoewel hij deze op enigszins controverse wijze op naam schreef, nadat teamgenoot Juha Kankkunen door de teamleiding gedwongen werd op de voorlaatste klassementsproef Biasion voorbij te laten gaan. Biasion profileerde zich dat seizoen als titelkandidaat, met nog eens twee overwinningen in Argentinië en San Remo. Uiteindelijk werd hij door Lancia niet ingezet tijdens de slotronde in Groot-Brittannië, waar Kankkunen naar de overwinning greep en dus wereldkampioen werd; Biasion dus eindigend als runner-up. In het 1988 seizoen stond Biasion symbool voor Lancia's dominantie in de vroege jaren van Groep A. Hij won dat jaar maar liefst vijf keer in zeven optredens, maar besliste uiteindelijk zijn eerste wereldtitel pas in zijn laatste deelname van het seizoen in San Remo, waar hij won en daarmee naaste concurrent Alén achter zich liet. Het 1989 seizoen liep eveneens succesvol uit voor Biasion, waarin hij het gelijke aantal WK-rally's won ten opzichte van 1988 en ook wederom de titel in zijn voordeel wist te beslissen met een overwinning voor eigen publiek in San Remo. Desondanks begon de concurrentie zowel intern als extern heviger te worden en Biasion wist ondanks twee overwinningen zijn titel niet succesvol te verdedigen in 1990, welke naar Carlos Sainz zou gaan, terwijl hij in Didier Auriol ook een teamgenoot voor zich moest dulden. Het 1991 seizoen was in dat opzicht meer teleurstellend voor Biasion, die dat jaar niet consistent partij kon geven aan de uiteindelijke wereldkampioen Kankkunen en zelfs tot geen enkele overwinning kwam, dat in contrast met de vijf individuele zeges van teamgenoot Kankkunen. Hoe dan ook bewees Biasion in deze periode met zestien WK-rally overwinningen en twee WK-titels Lancia's succesvolste rijder te zijn.

#### 1992-1994: Ford
Lancia trok zich na 1991 terug als officieel fabrieksteam in het WK rally, waardoor Biasion voor het 1992 seizoen besloot de overstap te maken naar het fabrieksteam van Ford, die dat jaar nog actief waren met de Ford Sierra RS Cosworth. Biasion, die op dat moment een van de best betaalde rijders was in het kampioenschap, leed aan aanpassingsproblemen en was weinig positief over het gegeven materiaal. Desondanks was zijn tweede plaats in Portugal het beste resultaat dat het team dat jaar zou neerzetten, maar speelde verder geen rol in de titelstrijd. Meer hoopvol was hij voor het 1993 seizoen, waarin de langverwachte Ford Escort RS Cosworth zijn opwachting maakte in het kampioenschap en waarmee Biasion al veel testwerk had ondergaan in het voorgaande jaar. Biasion begon het seizoen ook sterk met een aantal podium resultaten en een uiteindelijke overwinning in Griekenland, wat zich markeerde als zijn eerste zege in drie jaar tijd. Door deze resultaten leidde Biasion het kampioenschap halverwege het seizoen, maar de tweede seizoenshelft verliep minder gelukkig en hij moest voor het vierde opeenvolgende jaar genoegen nemen met de vierde plaats in het kampioenschap. Biasion wist het tij niet te keren in 1994, in een seizoen waarin hij het team van Ford niet op sleeptouw wist te nemen nadat teamgenoot François Delecour door blessureleed grotendeels af moest haken en de Italiaan ook geen rol kon vergaren in de strijd om het kampioenschap. Biasion eindigde slechts in twee gevallen op het podium en in het kampioenschap uiteindelijk als zesde. Hij beëindigde vervolgens zijn actieve carrière in het WK rally.

### Latere carrière
Biasion verliet uiteindelijk na 1995 definitief de rallypaden en maakte in eerste instantie met succes de overstap naar het circuit. In 1998 en 1999 werd Biasion wereldkampioen in de discipline Truckracing, actief voor het Italiaanse merk Iveco, en was met datzelfde merk ook actief in de Dakar-rally in het vrachtwagen-klassement. Later was hij tussen 2002 en 2004 ook fabrieksrijder bij de Dakar inschrijving van Mitsubishi in het auto-klassement, maar keerde later weer in een Iveco terug, onder meer met oud Lancia teamgenoot Markku Alén als collega-rijder. Tegenwoordig is Biasion ook met regelmaat actief in historische rallyevenementen of demonstraties, vrijwel exclusief in Lancia-modellen.
In 2012 keerde Biasion weer terug in het vrachtwagen-klassement van de Dakar-rally. Biasion was hierin onderdeel van Team de Rooy, naast Gerard de Rooy en Hans Stacey, rijdend met een Iveco Trakker Evo II. Om deze de testen nam Biasion deel aan de Rally van Marokko in 2011. Hij greep hierin naar de eerste plaats in zijn klassement. In de Dakar eindigde hij met drie etappe-overwinningen als zesde in het eindklassement. Ook in 2013 maakte hij tijdens de Dakar deel uit van het Team de Rooy. Hij kwam dit keer echter niet aan de finish.

## Complete resultaten in het Wereldkampioenschap rally
| Seizoen | Inschrijving          | Auto                        | 1       | 2     | 3       | 4       | 5       | 6       | 7       | 8       | 9       | 10      | 11      | 12    | 13      | 14      | Pos. | Punten |
| ------- | --------------------- | --------------------------- | ------- | ----- | ------- | ------- | ------- | ------- | ------- | ------- | ------- | ------- | ------- | ----- | ------- | ------- | ---- | ------ |
| 1980    | Massimo Biasion       | Opel Ascona                 | MON     | ZWE   | POR     | KEN     | GRI     | ARG     | FIN     | NZL     | ITA DNF | FRA     | GBR     | IVK   |         |         | –    | 0      |
| 1981    | Hawk Racing Club      | Opel Ascona 400             | MON     | ZWE   | POR     | KEN     | FRA     | GRI     | ARG     | BRA     | FIN     | ITA 6   | IVK     | GBR   |         |         | 37   | 6      |
| 1982    | Conrero Squadra Corse | Opel Ascona 400             | MON     | ZWE   | POR     | KEN     | FRA     | GRI     | NZL     | BRA     | FIN     | ITA 8   | IVK     | GBR   |         |         | 57   | 3      |
| 1983    | Jolly Club Totip      | Lancia Rally 037            | MON     | ZWE   | POR     | KEN     | FRA     | GRI     | NZL     | ARG     | FIN     | ITA 5   | IVK     | GBR   |         |         | 24   | 8      |
| 1984    | Jolly Club Totip      | Lancia Rally 037            | MON 6   | ZWE   | POR 4   | KEN     | FRA 2   | GRI DNF | NZL     | ARG     | FIN     | ITA 3   | IVK     | GBR   |         |         | 6    | 43     |
| 1985    | Jolly Club Totip      | Lancia Rally 037            | MON 9   | ZWE   | POR 2   | KEN     | FRA DNF | GRI     | NZL     | ARG     | FIN     | ITA 6   | IVK     | GBR   |         |         | 12   | 23     |
| 1986    | Lancia Martini        | Lancia Delta S4             | MON DNF | ZWE   | POR DNF |         | FRA DNF | GRI 2   | NZL 3   | ARG 1   | FIN     | IVK     | ITA 2   | GBR   | VST     |         | 5    | 47     |
| 1986    | Lancia Martini        | Lancia Rally 037            |         |       |         | KEN DNF |         |         |         |         |         |         |         |       |         |         | 5    | 47     |
| 1987    | Lancia Martini        | Lancia Delta HF 4WD         | MON 1   | ZWE   | POR 8   | KEN     | FRA 3   | GRI 7   | VST 2   | NZL     | ARG 1   | FIN     | IVK     | ITA 1 | GBR     |         | 2    | 94     |
| 1988    | Lancia Martini        | Lancia Delta HF 4WD         | MON DNF | ZWE   |         |         |         |         |         |         |         |         |         |       |         |         | 1    | 115    |
| 1988    | Lancia Martini        | Lancia Delta Integrale      |         |       | POR 1   | KEN 1   | FRA     | GRI 1   | VST 1   | NZL     | ARG 2   | FIN     | IVK     | ITA 1 | GBR     |         | 1    | 115    |
| 1989    | Lancia Martini        | Lancia Delta Integrale      | ZWE     | MON 1 | POR 1   | KEN 1   | FRA     | GRI 1   | NZL     | ARG     | FIN 6   | AUS     |         |       |         |         | 1    | 106    |
| 1989    | Lancia Martini        | Lancia Delta Integrale 16V  |         |       |         |         |         |         |         |         |         |         | ITA 1   | IVK   | GBR     |         | 1    | 106    |
| 1990    | Lancia Martini        | Lancia Delta Integrale 16V  | MON 2   | POR 1 | KEN DNF | FRA     | GRI 3   | NZL     | ARG 1   | FIN     | AUS     | ITA DNF | IVK     | GBR 3 |         |         | 4    | 76     |
| 1991    | Lancia Martini        | Lancia Delta Integrale 16V  | MON 2   | ZWE   | POR 3   | KEN DNF | FRA     | GRI 3   | NZL     | ARG 2   | FIN     | AUS     | ITA 2   | IVK   | SPA     | GBR DNF | 4    | 69     |
| 1992    | Ford Motor Co Ltd.    | Ford Sierra RS Cosworth 4x4 | MON 8   | ZWE   | POR 2   | KEN     | FRA 7   | GRI 3   | NZL     | ARG     | FIN 5   | AUS     | ITA 4   | SPA   | IVK     | GBR 5   | 4    | 60     |
| 1993    | Ford Motor Co Ltd.    | Ford Escort RS Cosworth     | MON 3   | ZWE   | POR 2   | KEN     | FRA 7   | GRI 1   | ARG 2   | NZL DNF | FIN     | AUS DNF | ITA DNF | SPA 4 | GBR     |         | 4    | 76     |
| 1994    | Ford Motor Co Ltd.    | Ford Escort RS Cosworth     | MON 4   | ZWE   | POR 3   | KEN     | FRA 5   | GRI DNF | ARG DNF | NZL DNF | FIN     | AUS     | ITA 3   | SPA   | GBR DNF |         | 6    | 42     |
| 1995    | Astra Racing          | Lancia Delta HF Integrale   | MON     | ZWE   | POR     | KEN     | FRA     | GRI DNF | NZL     | ARG     | FIN     | AUS     |         |       |         |         | –    | 0      |
| 1995    | A.R.T. Engineering    | Subaru Impreza 555          |         |       |         |         |         |         |         |         |         |         | ITA 4   | SPA   | GBR     |         | –    | 0      |

#### Overwinningen
| #  | Seizoen | Rally                                  | Navigator       | Auto                       |
| -- | ------- | -------------------------------------- | --------------- | -------------------------- |
| 1  | 1986    | 6º Marlboro Rally Argentina            | Tiziano Siviero | Lancia Delta S4            |
| 2  | 1987    | 55ème Rallye Automobile de Monte-Carlo | Tiziano Siviero | Lancia Delta HF 4WD        |
| 3  | 1987    | 7º Marlboro Rally Argentina            | Tiziano Siviero | Lancia Delta HF 4WD        |
| 4  | 1987    | 29º Rallye Sanremo                     | Tiziano Siviero | Lancia Delta HF 4WD        |
| 5  | 1988    | 22º Rallye de Portugal Vinho do Porto  | Carlo Cassina   | Lancia Delta Integrale     |
| 6  | 1988    | 36th Marlboro Safari Rally             | Tiziano Siviero | Lancia Delta Integrale     |
| 7  | 1988    | 35th Acropolis Rally                   | Tiziano Siviero | Lancia Delta Integrale     |
| 8  | 1988    | 23rd Olympus Rally                     | Tiziano Siviero | Lancia Delta Integrale     |
| 9  | 1988    | 30º Rallye Sanremo - Rallye d'Italia   | Tiziano Siviero | Lancia Delta Integrale     |
| 10 | 1989    | 57ème Rallye Automobile de Monte-Carlo | Tiziano Siviero | Lancia Delta Integrale     |
| 11 | 1989    | 23º Rallye de Portugal Vinho do Porto  | Tiziano Siviero | Lancia Delta Integrale     |
| 12 | 1989    | 37th Marlboro Safari Rally             | Tiziano Siviero | Lancia Delta Integrale     |
| 13 | 1989    | 36th Acropolis Rally                   | Tiziano Siviero | Lancia Delta Integrale     |
| 14 | 1989    | 31º Rallye Sanremo - Rallye d'Italia   | Tiziano Siviero | Lancia Delta Integrale 16V |
| 15 | 1990    | 24º Rallye de Portugal Vinho do Porto  | Tiziano Siviero | Lancia Delta Integrale 16V |
| 16 | 1990    | 10º Rally Argentina                    | Tiziano Siviero | Lancia Delta Integrale 16V |
| 17 | 1993    | 40th Acropolis Rally                   | Tiziano Siviero | Ford Escort RS Cosworth    |

## Resultaten in de Dakar-rally
| Editie | Klassement | Klassement | Klassement | Klassement | Etappe-overwinningen | Resultaat |
| Editie | Motor      | Quad       | Auto       | Truck      | Etappe-overwinningen | Resultaat |
| ------ | ---------- | ---------- | ---------- | ---------- | -------------------- | --------- |
| 1998   |            |            |            | X          | 0                    | DNF       |
| 1999   |            |            |            | X          | 0                    | 5         |
| 2003   |            |            | X          |            | 0                    | 15        |
| 2004   |            |            | X          |            | 0                    | DNF       |
| 2005   |            |            |            | X          | 0                    | DNF       |
| 2007   |            |            | X          |            | 0                    | DNF       |
| 2012   |            |            |            | X          | 3                    | 6         |
| 2013   |            |            |            | X          | 0                    | DNF       |